# Cot (anatomie)
Acest articol se referă la denumirea din anatomie. Pentru alte sensuri, vezi și Cot (dezambiguizare)

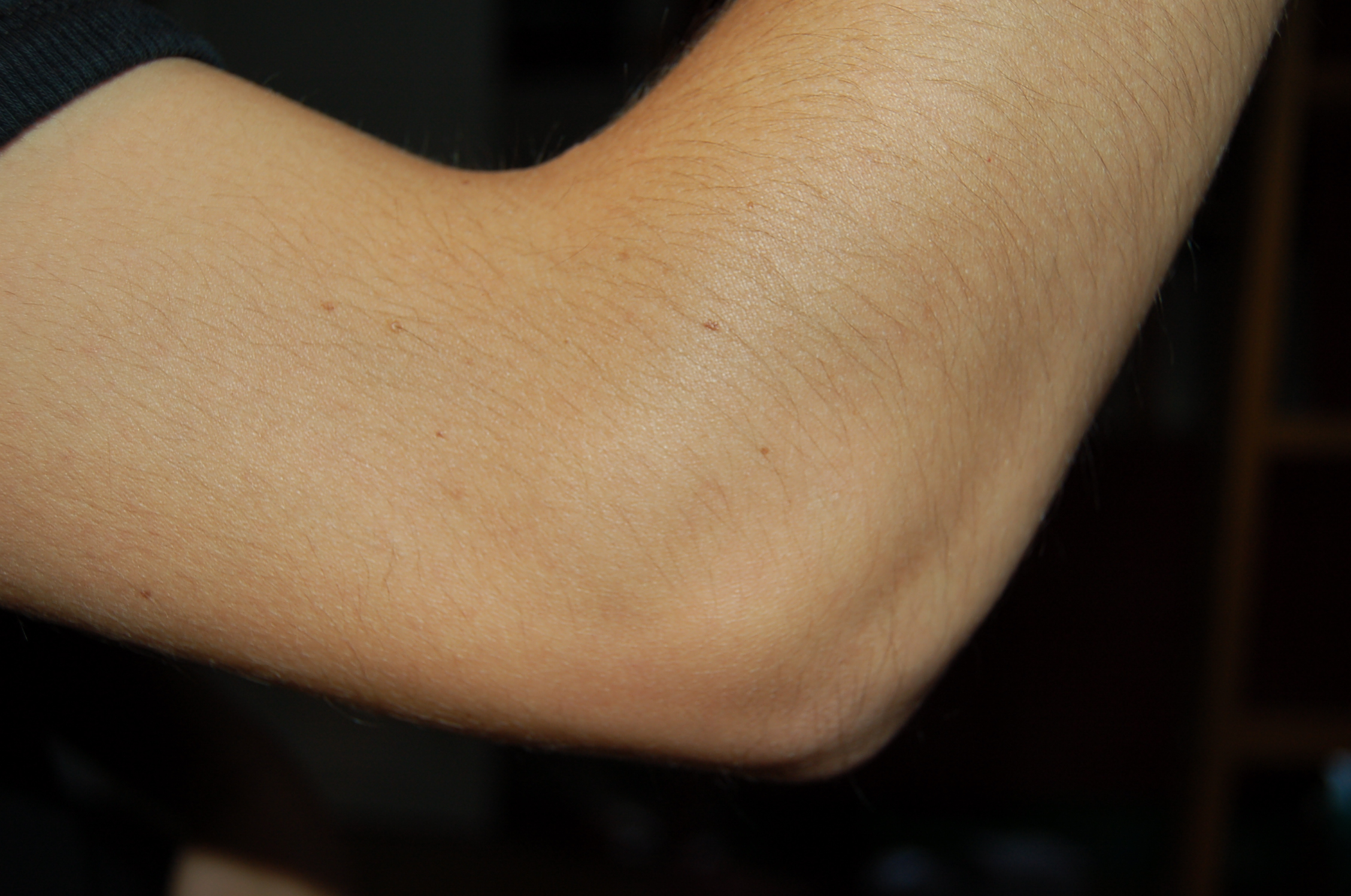
Aspectul unui cot uman

În anatomie, cotul este partea exterioară a articulației dintre humerus și cubitus, care unește brațul cu antebrațul. 